# Недостатки вина
Недостатки вина, или дефекты, — отрицательная характеристика вина, которая может появиться в процессе производства и хранения вин, то есть напиток может стать непригодным к употреблению. Причиной дефектов вина являются вещества, которые изначально присутствуют в вине, но в недостаточной концентрации для его порчи. На самом деле, в зависимости от восприятия, определённая концентрация веществ может придать вину положительные характеристики. Однако, когда концентрация этих веществ значительно превышает порог сенсорной чувствительности, она портит или притупляет вкусы и ароматы, которыми должно обладать вино (или которые винодел хотел придать вину). В конечном счёте, качество вина снижается, делая его менее привлекательным, а иногда и непригодным для питья.
Существует множество причин появления недостатков вина, в том числе нарушение санитарно-гигиенических условий на винодельне, избыточная и/или недостаточная выдержка вина под воздействием воздуха, чрезмерное или недостаточное количество серы в вине, чрезмерное настаивание вина как до, так и после процесса ферментации, неправильная оклейка, фильтрация и стабилизация вина, использование грязных или слишком старых дубовых бочек, и использование пробок низкого качества. За пределами винодельни, другие факторы, находящиеся под контролем продавца или конечного потребителя, могут способствовать появлению недостатков в вине. Выделяют следующие факторы: несоответствующие условия хранения вина (например, чрезмерное нагревание или колебания температуры), а также использование во время дегустации грязных бокалов, содержащих вещества или ароматы, которые могут испортить качественное вино.

## Различия между недостатками и дефектами
В дегустации вина, есть различие между тем, что считается недостатком и дефектом вина. Недостатки — незначительные отклонения от нормы — стандартных характеристик вина. Они включают в себя повышенное содержание диоксида серы, летучих кислот, бреттаномицетов, диацетила, а также присутствие сливочных ароматов и запахов, не свойственных для вина(«запах скотного двора», землистое, молочное, джемовое вино). Степень, при которой данные ароматы и свойства превышают норму, определяет дегустатор вина, опираясь на собственный вкус и порог чувствительности. Как правило, вина с такими свойствами или ароматами считаются пригодными для питья. Однако некоторые недостатки, такие как содержание летучих кислот и бреттаномицетов, рассматриваются как дефект, если оно превышает содержание других компонентов вина. Дефекты вина — существенные изменения, при которых вино становится непригодным для питья по мнению большинства дегустаторов. Например, наличие ацетальдегида (кроме случаев намеренного добавления в такие вина, как херес и рансьо), этилацетата и пробки с запахом считается дефектом.

## Обнаружение дефектов во время дегустации вин
Подавляющее большинство дефектов вина определяется обонянием при обнаружении отличительных ароматов, которые источают вина. Однако некоторые недостатки можно увидеть или определить по вкусовым ощущениям. Например, преждевременное окисление можно заметить по жёлтому и более тёмному цвету вина. Газовые пузырьки в тихих винах могут быть признаком вторичного брожения и малолактической ферментации. Необычный прерывистый цвет вина может быть признаком избыточного содержания меди, железа или белка, которые не удалось удалить во время оклейки или фильтрации. Вино с необычным цветом для своего сорта или винодельческого региона может быть признаком чрезмерного или недостаточного настаивания, а также неправильного регулирования температуры при брожении. При обнаружении дефектов играют роль и тактильные ощущения, такие как жжение, кислый вкус, связанный с летучей кислотностью, что ведёт к созданию несбалансированного вина.
| Дефекты вина                                   | Признаки |
| Ацетальдегид                                   | Запах жареных орехов или сушёной соломы. В случае с хересом, эти ароматы считаются приемлемыми                  |
| Амилацетат                                     | Запах конфет или банана                                                                                         |
| Бреттаномисцеты                                | Запах «скотного двора», навоза                                                                                  |
| Пробковый запах                                | Запах сырости, мокрого картона, газеты или грибной запах                                                        |
| Масляная кислота                               | Запах прогорклого масла                                                                                         |
| Этилацетат                                     | Запах уксуса, растворителя для краски и лака                                                                    |
| Сероводород                                    | Запах тухлых яиц или испорченного чеснока                                                                       |
| Йод                                            | Запах плесневелого винограда                                                                                    |
| Молочнокислые бактерии                         | Запах квашеной капусты                                                                                          |
| Меркаптан                                      | Запах горелого чеснока или лука                                                                                 |
| Окисленность                                   | Запах варёных фруктов и орехов. Также визуально можно обнаружить преждевременное потемнение или пожелтение вина |
| Сорбиновая кислота с молочнокислыми бактериями | Запах измельчённых листьев герани                                                                               |
| Диоксид серы                                   | Запах сгоревшей спички, а также покалывающие ощущения в носу.                                                   |

## Окисление вина
Окисление вина, пожалуй, самый распространённый дефект среди вин, так как для данного процесса достаточно наличие всего двух элементов — кислорода и катализатора.
Окисление происходит на протяжении всего процесса виноделия, и даже после процесса розлива вина по бутылкам. Антоцианины, катехины, эпикатехины и другие фенолы(карболовые кислоты) присутствуют в вине и легко окисляеются, а это приводит к потере цвета, вкуса и аромата — такое вино иногда называют «плоское». В большинстве случаев производители добавляют такие соединения, как диоксид серы или эриторбовая кислота, дабы защитить вино от окисления и связывания с некоторыми продуктами окисления в целях уменьшить их органолептический эффект. Помимо фенольного окисления, этанол, присутствующий в вине, может окислиться и образовать другие соединения, негативно влияющие на вкус и аромат.

### Ацетальдегид
Ацетальдегид является промежуточным продуктом дрожжевого брожения; хотя процесс чаще всего связывают с каталитической реакцией оксидоредуктаза при окислении этанола. Появлению ацетальдегида также способствуют дрожжи и бактерии, образующие плёнку на поверхности вина, например, уксуснокислые бактерии образуют соединение за счёт декарбоксилирования из пирувата(соли пировиноградной кислоты). Сенсорный порог для ацетальдегида 100—125 мг/л. Превышение этого уровня означает, что вино приобретёт признаки хереса, например, вкус зеленого яблока, кислотный и металлический привкус. Результатом отравления ацетальдегидом является похмелье.

### Уксусная кислота
Уксусная кислота в вине, часто подразумевая летучие кислоты или запах уксуса, может быть вызвана дрожжами и бактериями. Эти ухудшающие качество вина вещества являются побочным продуктом ферментации или результатом окисления — порчи готового вина. Уксуснокислые бактерии, например, из родов Ацетобактер и Глюконобактер, производят высокий уровень уксусной кислоты. Порог чувствительности для уксусной кислоты в вине составляет 700 мг /л, причём вино с концентрацией выше 1,2-1,3 г/л становится неприятным для питья.
Существуют разные мнения относительно того, какой уровень летучих кислот подходит для вин более высокого качества. Несмотря на то, что слишком высокая концентрация уксуса несомненно, является нежелательной, было придумано вино со вкусом уксуса и деление на различные уровни уксусной кислоты, чтобы создать более усложнённый желаемый вкус. Известное вино 1947 года Шато Блан получило широкое признание за счёт высокого содержания летучих кислот.
Этилацетат создаётся в вине в процессе этерификации этанола и уксусной кислоты. Так, в винах с высоким уровнем уксусной кислоты, более вероятно образование этилацетата, но это соединение не способствует созданию летучих кислот. Такой распространённый недостаток ведущий к порче вина является процессом формирования микробной среды дрожжами, такими как Pichia Anomala или Kloeckera apiculata. Молочно-кислые бактерии и уксуснокислые бактерии также создают высокий уровень этилацетата.

## Серосодержащие вещества
Сера используется в качестве добавки в процессе виноделия, чтобы, в первую очередь, остановить окисление, и, как упоминалось выше, в качестве противомикробного вещества. При должном изготовлении вина её наличие часто трудно обнаружить, однако при чрезмерном использовании сера может испортить вкус и аромат вина очень летучими и крепкими примесями. Соединения серы, как правило, имеют низкий порог чувствительности.

### Диоксид серы
Диоксид серы — это распространённая добавка в вино, используемая как антиоксидант и консервант. Если использовать диоксид серы в больших количествах, вино может приобрести запах жжёной спички, резины или нафталина. Такие вина иногда называют сульфидными.

### Сероводород
Сероводород (H2S), как правило, считается продуктом жизнедеятельности дрожжей при брожении с недостаточным количеством азота. Сероводород образуется, когда дрожжи сбраживают с помощью выработки сульфатаредукции. Ферментация вина часто усиливается диаммонийфосфатом (DAP), используемым в качестве источника азота для предотвращения образования H2S. Сенсорный порог для сероводорода составляет 8-10 микро-грамм/литр, причём превышение данного показателя придаст вину отличительный запах тухлого яйца. Далее, сероводород может вступать в реакцию с другими компонентами вина, создавая меркаптанты и дисульфиды.

### Меркаптаны

этантиол

Меркаптаны (тиолы) — результат химической реакции сероводорода с другими компонентами вина, таких как этанол. Тиолы образуются при условии, если винный осадок в течение продолжительного времени воздействует на готовый продукт. Предотвратить процесс можно путём переливания вина (снятия осадков). Меркаптаны имеют очень низкий порог сенсорной чувствительности, около 1,5 микрограмм/л, но превышение данного уровня характеризуется запахом лука, резины или скунса.

### Диметилсульфид
Диметилсульфид (ДМС) по своей природе присутствует в большинстве вин и является результатом расщепления серосодержащих аминокислот. Как в случае с этилацетатом, уровень ДМС, не превышающий порог чувствительности, может оказывать положительное влияние на вкус, усиливая фруктовый аромат и раскрывая полноту и сложность вкуса вина. Уровни выше 30 микро-грамм/литр в белых и выше 50 микро-грамм/литр в красных винах, придают напитку характерный аромат квашеной капусты, консервированной кукурузы, спаржи и трюфелей. Интересно отметить, что диметилдисульфид образуется в результате окисления метилмеркаптана.

## Взаимодействие с окружающей средой

### Пробка
Пробка может испорить вино из-за содержащегося в ней 2,4,6-трихлоранизола (ТХН), хотя другие вещества также оказывают воздействие на вино. Наиболее вероятно, что ТХН образуется благодаря плесени, растущей на беленых хлором винных пробках и бочках. Появляющийся при этом землистый, плесневелый и затхлый запах легко перекрывает природные фруктовые ароматы, и вино становится совершенно невкусным. Вина с такими ароматами часто называют «откупоренными» или «с запахом пробки». Поскольку пробки считаются самой распространённой причиной недостатков вина, то и другие дефекты вина приписываются пробке.